# Vitgul lövängsbrokmal
Vitgul lövängsbrokmal, Heinemannia festivella, är en fjärilsart som först beskrevs av Michael Denis och Ignaz Schiffermüller, 1775.  Vitgul lövängsbrokmal ingår i släktet Heinemannia, och familjen märgmalar, Parametriotidae. Enligt den svenska rödlistan är arten nära hotad, NT, i Sverige. Arten förekommer sällsynt på Öland. Artens livsmiljö är längs gärdsgårdar och vägar, gräsmarker och många sorters trivialbiotoper.